# Himadri

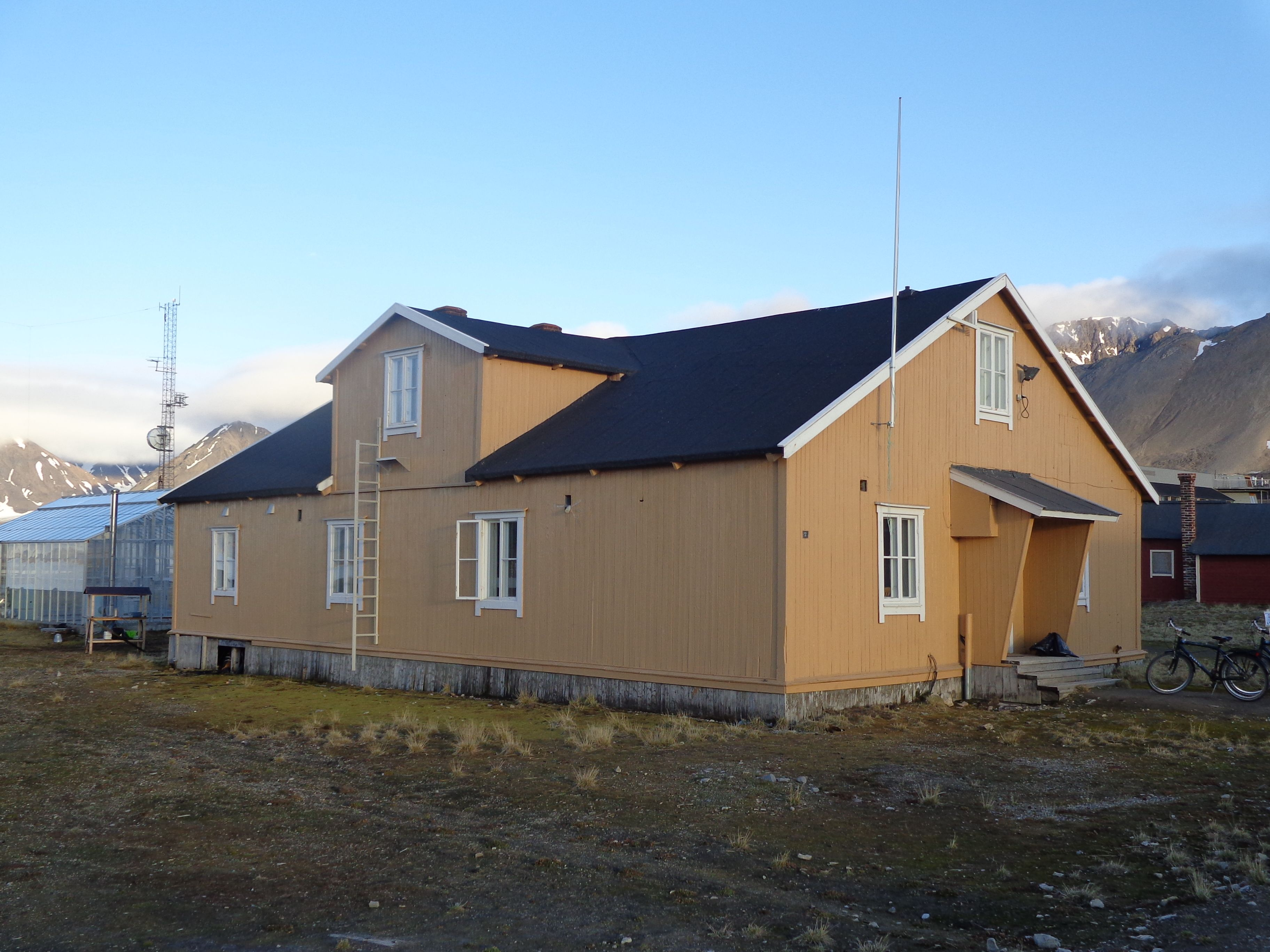
Himadri

Himadri är en indisk polarforskningsstation i Ny-Ålesund i Svalbard. Den invigdes i juli 2008 och är uppkallad efter bergskedjan Himadri i Himalaya. Den är Indiens första arktiska forskningsstation.
Himadri drivs av National Centre for Antarctic and Ocean Research.
Forskningen är framför allt inriktad på aerosolstrålning, rymdväderlek, mikrobiologi, glaciärkunskap, sedimentologi och återvinning av koldioxid.
Forskningsstationen ligger i en restaurerad tvåvåningsbyggnad, som uppfördes 1917 och ursprungligen var en barack. Den har sannolikt ritats av Jens P. Flor. Byggnaden inreddes 1957–1958 för att bli skola och postkontor. Från 1966 användes det som jonosfärstation. Det är ett trähus i en våning med inredd vindsvåning och sadeltak. Den är på 220 kvadratmeter.  Stationen har fyra sovrum, uppehållsrum, datorrum och lagerlokaler. Den kan härbärgera åtta forskare.